# Mychael Danna
Mychael Danna (nacido el 20 de septiembre de 1958) es un compositor canadiense de bandas sonoras, premiado por la Academia, que ganó en la categoría mejor música original por La vida de Pi.

## Vida y carrera
Danna nació en Winnipeg, Manitoba, pero su familia se trasladó a Burlington, Ontario, cuando tenía cuatro semanas de edad. Es hermano del compositor Jeff Danna. Ha participado en películas desde su debut en 1987 con Family Viewing, de Atom Egoyan, lo cual le valió a Danna la primera de sus trece nominaciones a los premios Genie.
Ha ganado cinco veces por sus logros en la música por mejor Música Original Danna fue reconocido como uno de los pioneros en la combinación de fuentes de sonido no occidentales con el minimalismo orquestal y electrónico en la música para cine.
Esta reputación lo ha llevado a trabajar con directores como Atom Egoyan, Deepa Mehta, Terry Gilliam, Scott Hicks, Ang Lee, Gillies MacKinnon, James Mangold, Mira Nair, Billy Ray, Joel Schumacher y Denzel Washington. La banda sonora de La vida de Pi, de Ang Lee, obtuvo dos nominaciones al Oscar a la mejor música original y a la mejor canción original por la canción Pi's Lullaby.
Estudió composición musical en la Universidad de Toronto, ganando la Beca de Composición Glenn Gould en 1985. Danna también se desempeñó durante cinco años como compositor residente en el Planetario McLaughlin en Toronto (1987-1992). Sus obras para la danza incluyen la música de Dead Souls (Carbone Quatorze Dance Company, dirigida por Gilles Maheu 1996) y una canción para Gita Govinda del Royal Winnipeg Ballet (2001), basado en el clásico de 1000 años Gita Govinda, con la coreógrafa Nina Menon.

## Familia
La esposa de Danna, Aparna, es de origen indio. La pareja tiene dos hijos.

## Proyectos recientes
Sus proyectos recientes incluyen Water de Deepa Mehta, Where the Truth Lies de Atom Egoyan, Tideland de Terry Gilliam, Little Miss Sunshine de Jonathan Dayton y Valerie Faris, Capote de Bennett Miller y (500) Days of Summer de Marc Webb.

## Filmografía
| Año  | Título                                         | Notas |
| ---- | ---------------------------------------------- | --- |
| 1987 | family viewing                                 | |
| 1987 | Caribe                                         | |
| 1988 | Murder One                                     | |
| 1988 | Blood Relations                                | |
| 1989 | Speaking Parts                                 | |
| 1989 | Road to Avonlea                                | Serie para la TV |
| 1989 | One Man Out                                    | |
| 1989 | Cold Comfort                                   | |
| 1989 | Without Work: Not by Choice                    | Filme corto |
| 1989 | Termini Station                                | |
| 1990 | Still Life: The Fine Art of Murder             | |
| 1991 | The Adjuster                                   | |
| 1991 | Johann's Gift to Christmas                     | Serie corta para la TV |
| 1991 | Montréal vu par...                             | Segmento "En passant" |
| 1991 | The Big Slice                                  | |
| 1993 | Hush Little Baby                               | Película para la TV |
| 1993 | Gross Misconduct                               | Película para la TV |
| 1993 | Ordinary Magic                                 | |
| 1994 | Exotica                                        | |
| 1994 | The Darling Family                             | |
| 1994 | Narmada: A Valley Rises                        | Documental |
| 1995 | Johnny Mnemonic                                | |
| 1995 | Dance Me Outside                               | |
| 1996 | Dangerous Offender: The Marlene Moore Story    | Película para la TV |
| 1996 | Kama Sutra: A Tale of Love                     | |
| 1996 | Lilies                                         | |
| 1997 | The Ice Storm                                  | |
| 1997 | The Sweet Hereafter                            | |
| 1998 | At the End of the Day: The Sue Rodriguez Story | |
| 1999 | The Boondock Saints                            | Con su hermano Jeff |
| 1999 | Girl, Interrupted                              | |
| 1999 | Don't Think Twice                              | Filme corto |
| 1999 | Ride with the Devil                            | |
| 1999 | Felicia's Journey                              | |
| 1999 | 8MM                                            | |
| 1999 | The Confession                                 | |
| 2000 | Bounce                                         | |
| 2001 | Hearts in Atlantis                             | |
| 2001 | Monsoon Wedding                                | |
| 2001 | The Hire: Chosen                               | |
| 2001 | Green Dragon                                   | Con su hermano Jeff |
| 2002 | Antwone Fisher                                 | |
| 2002 | The Guys                                       | |
| 2002 | Ararat                                         | |
| 2003 | The Snow Walker                                | |
| 2003 | Shattered Glass                                | |
| 2003 | Hulk                                           | Canción adicional "Mother" |
| 2004 | Being Julia                                    | |
| 2004 | Vanity Fair                                    | |
| 2005 | Sohni Sapna                                    | |
| 2005 | Eve and the Fire Horse                         | |
| 2005 | Tideland                                       | Con su hermano Jeff |
| 2005 | Water                                          | Ganador - Premio Genie por mejor canción original, música de fondo |
| 2005 | Capote                                         | |
| 2005 | Where the Truth Lies                           | |
| 2005 | Aurora Borealis                                | |
| 2006 | The Nativity Story                             | |
| 2006 | Little Miss Sunshine                           | |
| 2006 | Lonely Hearts                                  | |
| 2007 | Surf's Up                                      | |
| 2007 | Breach                                         | |
| 2008 | Adoration                                      | |
| 2008 | Lakeview Terrace                               | Con su hermano Jeff Danna |
| 2009 | (500) Days of Summer                           | |
| 2009 | Chloe                                          | |
| 2009 | Management                                     | |
| 2009 | The Imaginarium of Doctor Parnassus            | Con su hermano Jeff |
| 2009 | The Time Traveler's Wife                       | |
| 2011 | Camelot                                        | Con su hermano Jeff |
| 2011 | Moneyball                                      | |
| 2012 | Life of Pi                                     | Premio de la Academia por mejor música original Premio Golden Globe por mejor música original Nominado – Premio de la academia por mejor música original ("Pi's Lullaby") |
| 2014 | Devil's Knot                                   | |
| 2014 | Transcendence                                  | Música adicional a cargo de Duncan Blickenstaff |
| 2014 | The Captive                                    | |
| 2014 | Tyrant                                         | Serie de televisión; junto a su hermano Jeff Danna |
| 2015 | Sanjay's Super Team                            | Cortometraje |
| 2015 | Remember                                       | |
| 2015 | The Good Dinosaur                              | Junto a su hermano Jeff Danna |
| 2016 | Storks                                         | Junto a su hermano Jeff Danna |
| 2016 | Billy Lynn's Long Halftime Walk                | Junto a su hermano Jeff Danna |
| 2017 | The Breadwinner                                | Junto a su hermano Jeff Danna |
| 2019 | A Dog's Way Home                               | |
| 2019 | After the Wedding                              | |
| 2023 | No Hard Feelings                               | |

## Premios y distinciones
Premios Óscar
| Año  | Categoría                   | Película   | Resultado |
| ---- | --------------------------- | ---------- | --------- |
| 2013 | Mejor banda sonora original | Life of Pi | Ganador   |
| 2013 | Mejor canción original      | Life of Pi | Nominado  |